# Prolinognathus caviaecapensis
Prolinognathus caviaecapensis är en insektsart som först beskrevs av Peter Simon Pallas 1767.  Prolinognathus caviaecapensis ingår i släktet Prolinognathus och familjen nötlöss. Inga underarter finns listade i Catalogue of Life.